# Gentianopsis
Gentianopsis es un género de plantas con flores perteneciente a la familia Gentianaceae.  Comprende 35 especies descritas y de estas, solo 23 aceptadas.

## Descripción
Son plantas herbáceas erectas, glabras, anuales o perennea. Hojas basales generalmente en rosetas, las hojas caulinarias contrarias, laxas, sésiles.  La inflorescencia es solitaria y terminal, por lo general largo pedicelada. Flores bisexuales, zigomorfas, tetrámeras. Cáliz cilíndrico-acampanado, de 4 lóbulos desiguales, 2 lóbulos más grandes linear-lanceoladas, acuminadas aguda, 2 lóbulos más pequeños ovado-triangulares. Corola de 4 lóbulos, el tubo cilíndrico-acampanado, de varios colores: azul, púrpura, violeta, rojizo, rosado o blanco. Cápsula, dehiscente en válvs. Semillas elípticas a cilíndricas.

## Taxonomía
El género fue descrito por  Yu Chuan Ma y publicado en Acta Phytotaxonomica Sinica 1(1): 7–19, pl. 1–4, 5 [map]. 1951.

## Especies seleccionadas
- Gentianopsis barbaellata
- Gentianopsis barbata
- Gentianopsis barbellata
- Gentianopsis blepharophora
- Gentianopsis ciliata
- Gentianopsis contorta
- Gentianopsis crinita
- Gentianopsis detonsa
- Gentianopsis holopetala